# Lamar megye (Alabama)
Lamar megye az Amerikai Egyesült Államokban, azon belül Alabama államban található. Az állam északnyugati részén található Lamar megye az újjáépítés során jött létre , és számos névváltoztatáson esett át. A híres alabamai népi fazekas, Jerry Brown és a befolyásos politikai Bankhead család több tagja Sulligentben , a Muscle Shoals zenész Dan Penn pedig Vernonban született. Lamar megyét egy választott, öttagú bizottság irányítja, és hat bejegyzett közösséget foglal magában. Megyeszékhelye és legnagyobb városa Vernon. Lakosainak száma 13 972 fő (2020. április 1.).

## Szomszédos megyék
- Marion megye (észak)
- Fayette megye (kelet)
- Pickens megye (dél)
- Lowndes megye (délnyugat)
- Monroe megye (nyugat)

## Történet
Lamar megyét Alabama állam törvényhozása 1867. február 4-én hozta létre. A viharos újjáépítési korszak alatt Lamar megye Marion megye déli részéből és Fayette megye nyugati részéből alakult ki . A megyét eredetileg Jones megyének nevezték el a Fayette megyei EP Jones tiszteletére. 1867. november 13-án a megyét felszámolták, és a földeket visszaadták Marion megyének. Kevesebb, mint egy évvel később azonban a megyét 1868. október 8-án újraalapították. Ezúttal a megyét Sanford megyének nevezték el, a Cherokee megyei HC Sanford tiszteletére . A megye neve harmadszor és utoljára változott 1877. február 8-án. Ekkor Sanford megye Lamar megye lett Lucius Quintus Cincinnatus Lamar mississippi szenátor tiszteletére. Lamar megye telepeseinek többsége Dél-Karolinából, Georgiából és Tennessee-ből érkezett, és sokan közülük Andrew Jackson tábornok katonai útján jutottak el a Lamar megyévé váló területre . A megye legkorábbi városai közé tartozott Vernon (korábbi nevén Swayne), Sulligent és Beaverton .
1866-ban Swayne közösségét Lamar megye első megyeszékhelyeként jelölték ki. Swayne-t Wager Swayne uniós tábornokról nevezték ki , aki Alabama kormányzati vezetőjeként szolgált a Kongresszusi Újjáépítés során . Amikor Lamar megyét 1868-ban újra létrehozták, a közösség Vernonra változtatta nevét Edmund Vernon, az angliai Vernonból származó bevándorló után. Vernon első bírósági épülete a mai épület helyén állt. Az eredeti bíróság egy kétszintes téglavázas épület volt, amelyet 1909 körül egy nagyobb, modernebb épületre cseréltek, hatalmas fehér oszlopokkal, dór kupolával. 1950-ben egy felújítás során eltávolították az oszlopokat, és egy harmadik emeletet építettek be. A szerkezet továbbra is a megyei bíróság épülete marad.

## Népesség
A 2020-as népszámlálási becslések szerint Lamar megye lakossága 13 854 volt. A válaszadók hozzávetőleg 87,4 százaléka fehérnek, 11,0 százaléka afroamerikainak, 1,7 százaléka spanyolajkúnak, 1,0 százaléka két vagy több rasszúnak, 0,2 százaléka ázsiainak és 0,1 százaléka amerikai indiánnak vallotta magát. Lamar megye legnagyobb városa Sulligent, becsült lakossága 1887. További jelentős lakossági központok Vernon és Millport . A háztartások mediánjövedelme 42 688 dollár volt, szemben az állam egészének 52 035 dollárjával, az egy főre jutó jövedelem pedig 22 299 dollár volt, szemben az állam egészének 28 934 dollárjával.
A megye népességének változása:
| Lakosok száma | 14 499 | 14 292 | 14 265 | 14 236 | 13 886 | 13 972 |
|               | 2010   | 2011   | 2012   | 2013   | 2015   | 2020   |

## Gazdaság
Az 1830-as és 1840-es években a kisüzemi gazdálkodás jellemezte azt a területet, amelyből Lamar megye lett. A kukorica-, burgonya- és állattenyésztés mindig fontosabb volt, mint a gyapottermelés , bár a gyapottermelés növekedése az 1850-es években következett be. A Tombigbee folyóhoz való hozzáféréssel a Lamar megyévé váló terület farmerei dél felé szállították áruikat New Orleans és Mobile piacaira.
Lamar megye az újjáépítés során jött létre, így a megyének azonnal meg kellett küzdenie a polgárháború gazdasági következményeivel . A fatermelés , valamint a bőrgyárak és faüzemek lendületet adtak a megye gazdaságának a tizenkilencedik század végén és a huszadik század elején, de Lamar megye szegény és elszigetelt maradt egészen a második világháborúig . Az 1930-as és 1940-es években a vízenergia némi megkönnyebbülést jelentett a megye munkaerő számára, mivel Lamar megye iparosodást kísérelt meg. A megye azonban korlátozott sikereket ért el, és az elmúlt évtizedekben a megye számos gyára (főleg a ruhagyárak) bezárt.

## Foglalkoztatás
A 2020-as népszámlálási becslések szerint Lamar megyében a munkaerő a következő ipari kategóriák között oszlik meg:
```
Feldolgozóipar (28,2 százalék)
Oktatási szolgáltatások, valamint egészségügyi és szociális segélyek (18,8 százalék)
Egyéb szolgáltatások, kivéve a közigazgatást (8,2 százalék)
Közigazgatás (7,8 százalék)
Kiskereskedelem (7,3 százalék)
Pénzügy és biztosítás, valamint ingatlan, bérbeadás és lízing (6,2 százalék)
Szakmai, tudományos, gazdálkodási, valamint adminisztratív és hulladékgazdálkodási szolgáltatások (6,1 százalék)
Építőipar (4,6 százalék)
Nagykereskedelem (4,0 százalék)
Mezőgazdaság , erdészet, halászat és vadászat , valamint nyersanyag-kitermelés (3,1 százalék)
Szállítás és raktározás, valamint közművek (2,9 százalék)
Művészetek, szórakoztatás, rekreáció, valamint szállás- és étkezési szolgáltatások (2,0 százalék)
Információ (0,9 százalék)
```

## Oktatás
A Lamar megyei iskolarendszer öt általános és középiskolát felügyel.

## Földrajz
A valamivel több mint 600 négyzetmérföldből álló Lamar megye Alabama északnyugati részén található. A megye a Coastal Plain fiziográfiai szakaszának része , és a Warrior Coal Basin egyes szakaszain fekszik a Warrior Coal Field területén . Tölgyes és fenyőerdők tarkítják a megye sekély és homokos talajú táját. Lamar megye északon és nyugaton Marion megyével, keleten Fayette megyével, délen Pickens megyével és nyugaton Mississippi állammal határos.
A Tombigbee folyó felső Tombigbee vízválasztója Lamar megye egészét lecsapolja. A Buttahatchee folyó és a Luxapallila-patak mellékfolyói az egész megyében folynak, rekreációs és gazdasági lehetőségeket egyaránt kínálva. A Tombigbee folyót az egyik legkritikusabb vízgyűjtőnek tartják az országban, több mint 125 halfajjal , amelyek közül 10 veszélyeztetettnek számít .
A 278-as US Highway Lamar megye egyetlen államközi autópályája, amely kelet-nyugati irányban halad át a megye északi felén. A 17-es állami út észak-déli irányban halad át Lamar megye közepén, a 18-as állami út pedig kelet-nyugati irányban halad át a megye közepén. A 96-os állami út kelet-nyugati irányban halad át Lamar megye déli felén. A vernoni Lamar megyei repülőtér a megye egyetlen nyilvános repülőtere .

## Események és látnivalók
A Lamar megyébe látogatók számára számos kikapcsolódási lehetőség kínálkozik. A Sam R. Murphy Wildlife Management Area , korábbi nevén Lamarion Wildlife Management Area, a megye északi határa mentén található, és 25 150 hektárnyi füves erdőt foglal magában. Kis- és nagyvadra, valamint halakra egyaránt vadászhatnak a környékre látogatók. A vernoni fürjvölgyi vadászterület szintén lehetőséget nyújt a látogatóknak fürjvadászatra. A minden októbertől márciusig nyitva tartó rezervátum gyalogos és kocsis vadászatot is kínál.
A sulligenti James Greer Bankhead House (kb. 1850) szerepel a Nemzeti Történelmi Helyek Nyilvántartásában, és számos otthon, köztük a Dick Mixon Farm (1899) és az Ogden House (1888) szerepel az Alabama Tereptárgyak Nyilvántartásában. A magántulajdonban lévő , 1834-ben épült Moore-Hill House vélhetően a legrégebbi ház Lamar megyében. Áprilisban Vernon ad otthont az éves Vernon városi ünnepségnek. A fesztivál ételt és zenét, valamint játékokat és túrákat tartalmaz. Vernonban minden szombat este a Backstreet Opry számos ingyenes és a nagyközönség számára nyitott műsornak ad otthont. A professzionális és amatőr előadók sokféle zenét énekelnek és játszanak a countrytól a gospelen át a bluesig. A létesítmény vígjátékoknak is otthont ad.
A Northwest Alabama Arts Council tagjaként Lamar megye szponzora a Jerry Brown Művészeti Fesztiválnak, amelyet évente a közeli Hamiltonban , Marion megyében rendeznek meg. A tanács egy önkéntes szervezet, amelyet azért hoztak létre, hogy elősegítse a helyi művészek és munkájuk feltárását egy négy megyéből álló területen Alabama északnyugati részén.